# خنفساء خشابة
الخنفساء الخشابة (الاسم العلمي Acanthocinus aedilis)، هي خنفساء من فصيلة الخنافس طويلة القرون توجد في غابات أوروبا وروسيا ووسط آسيا. أجسامها صغيرة القد تطول من 15 إلى 18 مم. قرونها الاستشعارية تطول عند الذكور من 75 إلى 85 مم. وتطول عند الإناث من 30 إلى 35 مم. أثوابها إلى السمرة الطحلاء يعلوها تجذيع معترض جؤوي. كواسلها شبه كروية الشكل، رباعية النقط الصفر. بطون إناثها تنتهي بقصيصات مرزية تستعمل في متح المكن داخل الخشب. مسرحها نهاري تظهر في أوائل الربيع وتبقى حتى أواخر الصيف. مرتعها أحراج الصنوبر. يرقاتها خاشبة تعيش تحت لحاء اشجار فصيلة الصنوبريات.